# Reinaldo (calciatore 1989)
Reinaldo Manoel da Silva, noto semplicemente come Reinaldo (Porto Calvo, 28 settembre 1989), è un calciatore brasiliano, difensore del Mirassol.

## Caratteristiche tecniche
Gioca come terzino sinistro. È abile a calciare i rigori.

## Palmarès

### Club

#### Competizioni statali
- Campionato Catarinense: 1

Chapecoense: 2017
- Campionato paulista: 1

San Paolo: 2021
- Recopa Gaúcha: 1

Grêmio: 2023
- Campionato Gaúcho: 2

Grêmio: 2023, 2024